# AC’97
AC’97 (сокращенно от англ. Audio Codec '97) — стандарт для аудиокодеков, разработанный подразделением Intel Architecture Labs компании Intel в 1997 г. Этот стандарт используется в системных платах, модемах, звуковых картах и поддерживает частоту дискретизации 96 кГц при использовании 20-разрядного стерео и 48 кГц при использовании 20-разрядного стерео для многоканальной записи и воспроизведения.
AC’97 состоит из встроенного в южный мост чипсета хост-контроллера и расположенного на плате аудиокодека. Хост-контроллер (он же цифровой контроллер, DC’97; англ. Digit controller) отвечает за обмен цифровыми данными между системной шиной и аналоговым кодеком. Аналоговый кодек — это небольшой чип (4 × 4 мм, корпус TSOP, 48 выводов), который осуществляет аналогоцифровое (АЦП) и цифроаналоговое (ЦАП) преобразования в режиме программной передачи или по DMA. Состоит из узла, который непосредственно выполняет преобразования — АЦП/ЦАП. От качества применяемого АЦП/ЦАП во многом зависит качество оцифровки и декодирования цифрового звука.
Впоследствии, в 2004 году, компанией Intel была выпущена спецификация HD Audio (High Definition Audio, звук высокой четкости), хотя и являющаяся преемницей спецификации AC’97, но не предусматривающая обратной совместимости с ней. HD Audio обеспечивает воспроизведение большего количества каналов с более высоким качеством звука, чем при использовании интегрированных аудиокодеков AC'97. Аппаратные средства, основанные на HD Audio, поддерживают 8-, 16-, 20-, 24- и 32-разрядные сэмплы с частотой дискретизации до 192 кГц в стереорежиме и до 96 кГц в многоканальных режимах. Количество каналов может достигать 16. 
Кодеки AC’97 и HD Audio не взаимозаменяемы, их протоколы передачи информации не совместимы.

## Райзер-карты
I/O Controller Hub включал в себя цифровой контроллер, соответствующий спецификации AC’97. Этот контроллер позволял использовать программные и звуковой модемный кодеки (всего не более двух устройств). Устройства соединяются с другими компонентами компьютера и с самим контроллером с помощью высокоскоростной последовательной двунаправленной цифровой шины AC — Link. Интерфейс AC — Link позволяет работать с 12 входными и выходными потоками данных с разрядностью 20 бит и частотой дискретизации 48 кГц.
Таким образом, производители системных плат могли устанавливать на свои платы звуковой или модемный ЦАП/АЦП, и практически бесплатно получать при этом звуковую карту или модем (правда, полностью программные). Со звуковыми картами все достаточно просто — звуковые колонки разных производителей принципиально одинаковы и имеют одинаковый разъём для подключения к звуковой плате, поэтому на многих системных платах уже интегрирована звуковая плата, работает через контроллер AC’97. Но с модемами несколько иначе. Стандарты телефонных линий в разных странах могут заметно отличаться. Поэтому на некоторых материнских платах для процессоров Pentium III, Pentium 4 и Athlon находился 46-контактный слот AMR, напоминающий по внешнему виду укороченный вдвое слот PCI, который по сути является разъёмом шины AC — Link . В слот AMR могут устанавливаться устройства, соответствующие спецификации AC — Link (это может быть как модемная, так и совмещенная аудио / модемная райзер-карта). Райзер-карта — это плата, собранная по вышеуказанной технологии (например, плата AMR-модема)